# 利澤德冰原島峰
69°30′S 71°3′W / 69.500°S 71.050°W
利澤德冰原島峰（英語：Lizard Nunatak）是南極洲的冰原島峰，位於亞歷山大一世島北部的尼科爾斯雪原，海拔高度約800米，由英國南極名稱諮詢委員會命名，現時由南極條約體系管理。